# Euthalia kis
Euthalia kis är en fjärilsart som beskrevs av James John Joicey och Talbot 1921. Euthalia kis ingår i släktet Euthalia och familjen praktfjärilar. Inga underarter finns listade i Catalogue of Life.